# Baby Lasagna
Marko Purišić (Umag, Croàcia, 5 de juliol de 1995), conegut professionalment com Baby Lasagna, és un cantant, compositor i productor musical croat.
Representarà Croàcia al Festival de la Cançó d'Eurovisió 2024 amb la cançó "Rim Tim Tagi Dim".

## Biografia
Marko Purišić va néixer el 5 de juliol de 1995 a Umag, Croàcia. Té un germà petit anomenat Martin, que també és músic i actua com a membre de Mono Inc.
Provenint d'una família en què la seva mare i diversos altres membres de la família treballen com a professors, Purišić va expressar que, molt probablement, també s'hauria convertit en professor si no hagués decidit seguir una carrera musical. No obstant això, va treballar com a ajudant d'infants a l'escola primària durant un any fins que va deixar d'estudiar relacions públiques a la Universitat VERN de Zagreb. Anteriorment, Purišić també havia estudiat turisme a Buje i enginyeria del so a Ljubljana.

## Carrera
Del 2011 al 2016 i del 2018 al 2022, Purišić va ser el guitarrista de Manntra, una banda de rock croata. Si bé encara era membre de la banda, van participar en Dora 2019, aconseguint la quarta posició amb la cançó "In the Shadows" amb un total de 12 punts. Després de la seva permanencia amb el grup, va fer la transició per seguir una carrera en solitari el 2023. El 21 d'octubre de 2023, Purišić va llançar el seu senzill debut "IG Boy" sota el pseudònim Baby Lasagna a través de Molly Studios. Dos mesos més tard, al desembre de 2023, es va llançar el seu segon senzill "Don't Hate Yourself, But Don't Love Yourself Too Much".
Purišić va estar entre els participants de Dora 2024, la selecció croata per al Festival d'Eurovisió 2024, amb la cançó "Rim Tim Tagi Dim"; va avançar de la seva semifinal el 23 de febrer de 2024 i finalment va guanyar la final el 25 de febrer. La cançó va debutar al número 24 de la llista HR Top 40, convertint-se en la primera entrada de Purišić a les llistes a Croàcia; després del seu triomf de Dora, va assolir el número 1, així com va debutar i va assolir el número dos a la llista de cançons de Croàcia de Billboard. El 23 de març, Purišić va actuar com a presentador als 31è Premis Porin. El 8 d'abril, Purišić va revelar que la Radiotelevisió croata (HRT) estava produint un documental de televisió sobre la seva vida i el seu viatge a Eurovisió, que s'emetrà abans de la seva actuació a la semifinal el 7 de maig.

## Discografia

### Àlbums d'estudi
| Títol               | Detalls                                                                |
| ------------------- | ---------------------------------------------------------------------- |
| Demons and mosquits | - Publicat: per confirmar - Etiqueta: Virgin - Formats: Per determinar |

### Senzills
| Títol                                                   | Any  | Posicions en llistes | Posicions en llistes | Àlbum                 |
| Títol                                                   | Any  | CRO                  | CRO                  | Àlbum                 |
| ------------------------------------------------------- | ---- | -------------------- | -------------------- | --------------------- |
| "IG Boy"                                                | 2023 | —                    | —                    | Demons and Mosquitoes |
| "Don't Hate Yourself, But Don't Love Yourself Too Molt" | 2023 | —                    | —                    | Demons and Mosquitoes |
| "Rim Tim Tagi Dim"                                      | 2024 | 4                    | 2                    | Demons and Mosquitoes |